# Martin Maya
Martin Maya né le 11 novembre 1953  au Cameroun, est un footballeur international camerounais. Il joue au poste d'attaquant du milieu des années 1970 au milieu des années 1980.
Il fait la majorité de sa carrière sous les couleurs de l'AS Béziers où évolue son frère Joseph Yegba Maya.

## Biographie
Originaire de Douala au Cameroun, il joue dans le club de la ville, le Dynamo Club Douala.
En 1975, il accompagne son frère Joseph Yegba Maya, ancien joueur emblématique de l'Olympique de Marseille, à l'Association sportive de Béziers. Il y fait six saisons, dont les trois dernières sont les plus remarqués avec 18 buts en 1978-1979, 14 en 1979-1980, et 11 en 1980-1981. Il est ainsi sélectionné pour jouer les éliminatoires de la Coupe du monde 1982. Il est titulaire lors du match retour contre l'équipe du Maroc.
Il rejoint ensuite la Haute-Savoie et le Club sportif de Thonon où l'équipe emmenée par le buteur Christian Coste et l'entraîneur-joueur Jean-Pierre Carayon fait une bonne saison en finissant deuxième de son groupe de deuxième division, se qualifiant pour les brarrages d'accession en D1, perdus face au Toulouse FC. Il est deuxième meilleur buteur du club cette année-là, derrière Coste, avec 8 buts en 21 matchs,.
Martin Maya est alors sélectionné dans l'équipe du Cameroun pour la Coupe du monde 1982. En pleine préparation avec son équipe, il est victime d'une grave blessure qui l'écartera des terrains en compétition officielle jusqu'en décembre 1983. Cette blessure soudaine et de longue durée fait l'objet d'une légende urbaine au Cameroun, insinuant que « cette blessure n'était pas un événement hasardeux mais bien un acte pernicieux et commandité par des concurrents », résultant d'une « bataille magique », c'est-à-dire de l'utilisation d'une « préparation teintée de croyance mystico-religieuse ». Si ces allégations sont réfutés par les responsables du football camerounais et les joueurs eux-mêmes, elles ne restent pas moins présentes dans l'imagerie populaire du pays,,.
Il joue la deuxième partie de la saison 1983-1984 avec Thonon, marquant deux buts en huit matchs, et finit ensuite sa carrière au Racing Club de Fontainebleau.
Martin Maya est nommé par Vincent-Sosthène Fouda, candidat à l'élection présidentielle camerounaise de 2011, dans son programme électoral « Cameroun Generation 2011 », comme un exemple d'un footballeur camerounais qui est arrivé à cultiver son « génie » malgré le manque d'infrastructures de qualité au Cameroun.

## Palmarès
- Deuxième du groupe A du championnat de France de division 2 en 1982 avec le CS Thonon